# Бездна (фильм, 1916)
«Бездна» — немой художественный фильм Владислава Ленчевского, снятый по мотивам одноимённого романа Пшибышевского в 1916 году. Премьера состоялась 31 августа 1917 года. Фильм не сохранился.

## Сюжет
Роберт Скальский признаётся в страстной любви к Людвике и умоляет её выйти за него замуж. Девушка колеблется, так как не хочет скандала с дядей и тёткой, воспитавших её. В конце концов она уступает мольбам Роберта. Однако вскоре выясняется, что её тётка Евгения раньше была любовницей Роберта, который недавно цинично порвал отношения с ней. Евгения боится, что бывший любовник поступит так же и с её воспитанницей, и старается спасти Людвику от бездны, в которую она погружается.
Дядя Людвики даёт согласие на брак. Жена признаётся ему в своей связи с Робертом. Одновременно всплывает наружу то, что дядя также тайно влюблён в Людвику, а об интимных отношениях жены знает давно.
Когда оба решают отказать Роберту в свадьбе со своей воспитанницей, она признаётся им, что со вчерашнего дня стала его женой.
Молодые отправляются в свадебное путешествие в Париж. Роберт бессовестно вновь вступает в интимную связь с бывшей любовницей Евгенией. Оказывается, что он притворно признавался в любви Людвике в расчёте на её большое наследство и приданое. Людвика решает уйти от мужа и вернуться к родным, воспитавшим её. Но Роберт признаётся ей, что возврат невозможен, так как тётка — его любовница. В отчаянии главная героиня совершает самоубийство, выпрыгнув из окна.

## В ролях
- Елена Божевская — Евгения
- Владислав Ленчевский — Роберт Скальский
- Мария Мирская — Людвика